# ماتیاس آگویرگارای
ماتیاس آگویرگارای (انگلیسی: Matías Aguirregaray؛ زادهٔ ۱ آوریل ۱۹۸۹) بازیکن فوتبال اهل اروگوئه که در پست  مدافع برای باشگاه فوتبال پنیارول در لیگ دسته اول فوتبال اروگوئه بازی می‌کند. 
او به «ال واسکویتو» معروف است. او همچنین دارای پاسپورت اسپانیایی است که به او اجازه می‌دهد به عنوان بازیکن اتحادیه اروپا به حساب بیاید‌. 
وی همچنین در تیم‌های ملی فوتبال زیر ۲۰ سال اروگوئه و اروگوئه بازی کرده‌است.

## حرفه باشگاهی
آگویرگارای اولین بازی حرفه‌ای خود را در سال ۲۰۰۷ با پنیارول انجام داد و چهار فصل کامل را در این باشگاه گذراند.
در اکتبر ۲۰۱۰ او به باشگاه ترسا اف‌س در لیگ دسته سوم اسپانیا پیوست تا به او کمک کند تا پاسپورت اسپانیایی به دست آورده و بتواند به یک تیم با رده بالاتر در اروپا منتقل شود. او هرگز حتی یک بازی هم با کاتالان‌ها انجام نداد.